# ブラウンソース
ブラウンソース(Brown sauce)は、イギリスやアイルランドで用いられるソース、調味料である。色は通常、濃い茶色で、コショウ味が効いて辛味または甘味を持つウスターソースに似た味である。
フル・ブレックファスト、ベーコンサンドイッチ、フライドポテト等の料理とともに食べられる。
モルトビネガー（または水）と混ぜたものは、チッピーソースまたは単にソースとして知られ、スコットランドのエジンバラでフィッシュ・アンド・チップスのソースとして人気がある。

## 歴史
最初のブラウンソースは、1890年代にノッティンガムシャーでフレデリック・ギブソン・ガーテンが作り出したHPソースとされる。一方、1850年代にレスターシャーでデヴィッド・ヒューがブラウンソースを作り、そのレシピをガーテンに販売したという説もある。
ヨークシャーレリッシュというブラウンソースに似た別のソースは、1837年イングランドのリーズが起源であるが、今日のイギリスでは比較的知られていない。
1843年にロンドンで出版された"English Cookery"という本には、エール、ワイン、ケチャップ、黒コショウ、バターで作る「ステーキソース」のレシピが掲載されている。

## 一般的なブランド
- HPソース
- A1ソース
- ダディーズ

### イギリス
HPソースが最も古いブラウンソースであり、また約75%のシェアを持つイギリスで最も人気のあるブラウンソースである。他に人気のあるブランドとして、ダディーズ、OKソース、ウィルキン＆サンズがある。ハモンドオブヨークシャーは、北イングランドで人気がある。

### アイルランド
アイルランドでは、シェフブラウンソースとHPソースが人気のあるブランドである。ヨークシャーレリッシュは1837年のリーズに起源を持つ似たソースで、現在はアイルランドで製造され、YRソースの商品名で、ダブリン県で販売されている。

### プライベートブランド
イギリスやアイルランドの多くのスーパーマーケットチェーンでは、独自のブラウンソースのブランドを持っている。ケチャップ、マヨネーズ、マスタード等の他の調味料と同様に、多くの場合、ケータリング用小袋やレストランのディスペンサーボトルでブラウンソースを使うことができる。

## 類似品
多くの国に、風味、材料、用途等がブラウンソースに似た独自のソースがある。例えば、日本のとんかつソースやジャマイカのピカペッパソースである。アメリカ合衆国ではステーキソースが似た製品である。

## 流通量
Mintel社の調査によると、2013年から2014年にかけて、イギリスでのブラウンソースの売上げは約19%減少したが、今でも1300万kg以上が毎年消費されている。